# Краковско-Ченстоховская возвышенность
Кра́ковско-Ченстохо́вская возвы́шенность — возвышенность на юге Польши, юго-западная часть Малопольской возвышенности. На западе уступом куэсты обрывается к Силезской возвышенности. Также известна, как Юра́ Краковско-Ченстоховская, Юра́ Краковская и Польская Юра́.

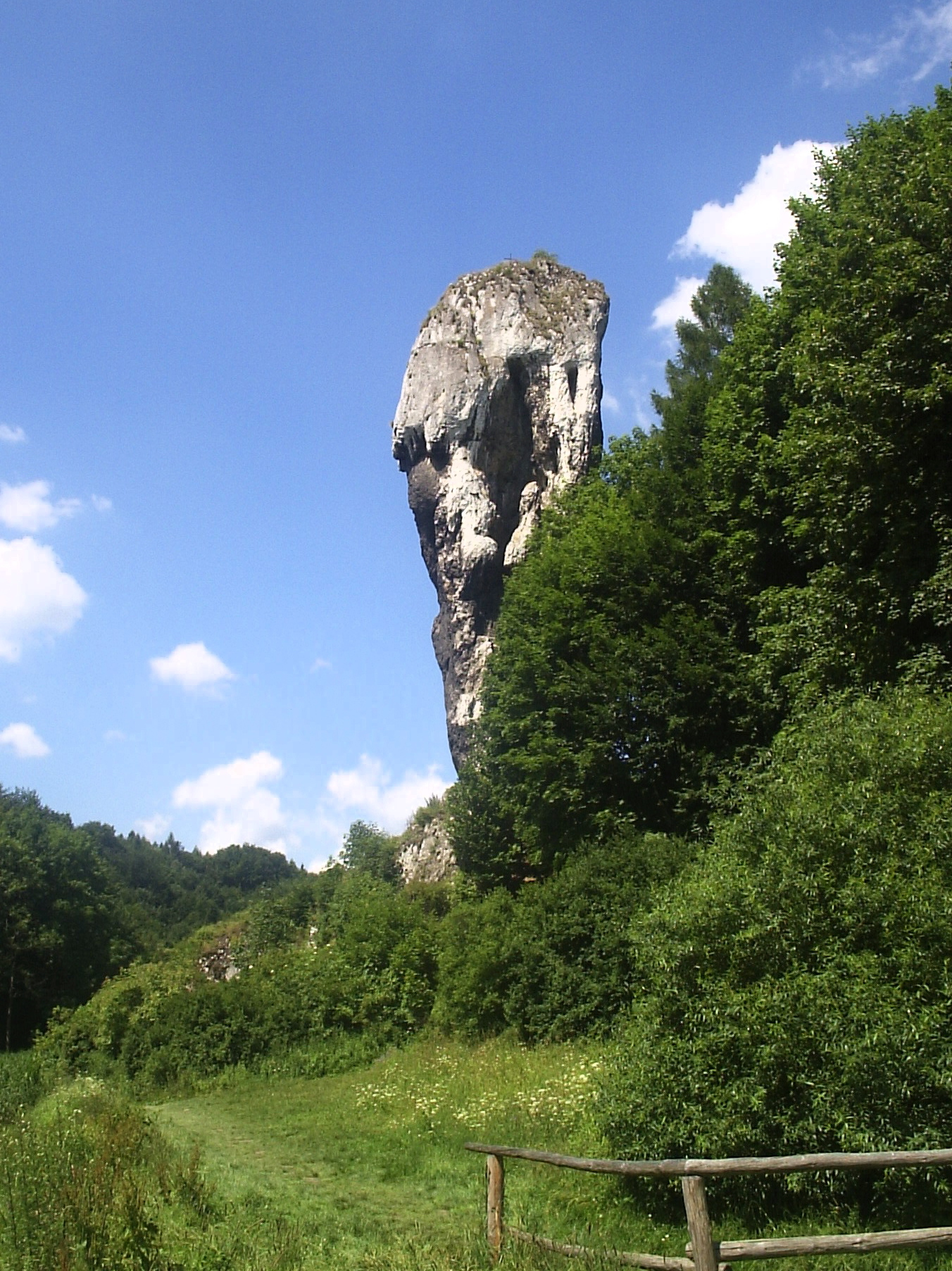
Скальная формация

Возвышенность расчленена глубокими речными долинами на платообразные участки, средняя высота которых составляет около 350 м. Высшая точка — Замкова гора (516 м). Сложена породами палеозойского возраста, в значительной части перекрытыми мезозойскими глинами и известняками. Характерны карстовые формы рельефа. Климат умеренный, количество осадков составляет 700—800 мм в год. На Краковско-Ченстоховской возвышенности берут начало реки Варта и Пилица.
На территории возвышенности имеются месторождения железной руды, каменного угля, серы, свинцовых и цинковых руд.
В пещере Тёмной (Ciemna Cave) в Ойцовском национальном парке найдены фаланги пальцев неандертальского ребёнка. Их возраст — ок. 115 тыс. лет. Возраст трёх коренных неандертальских зубов из пещеры Стайня (Stajnia Cave), находящейся между сёлами Боболице и Мирув, — 52—42 тыс. лет назад. Суглинок в пещере Стайня разделён на 15 литостратиграфических слоёв, накопленных между морскими изотопными стадиями MIS 5c и MIS 1. Орудия микокской индустрии находились в слое, относящемся к межледниковой морской изотопной стадии 5a. Зуб неандертальца S5000 был найден в слое D2 (MIS 3). Митохондриальный геном Stajnia S5000 близок к мтДНК неандертальца Mezmaiskaya 1 из Мезмайской пещеры (MIS 4), причем оба они выходят за пределы вариации мтДНК более поздних европейских неандертальцев. В соответствии с длиной ветви дерева мтДНК геном мтДНК Stajnia S5000 датируется возрастом ~ 116 тыс. л. н. (95% доверительный интервал (HPDI) — 83 101 — 152 515 лет назад).

## Туризм
Через возвышенность проходят два туристических маршрута: «Путь Орлиных Гнёзд» и «Юрские укрепления».